# Тора Жердинка

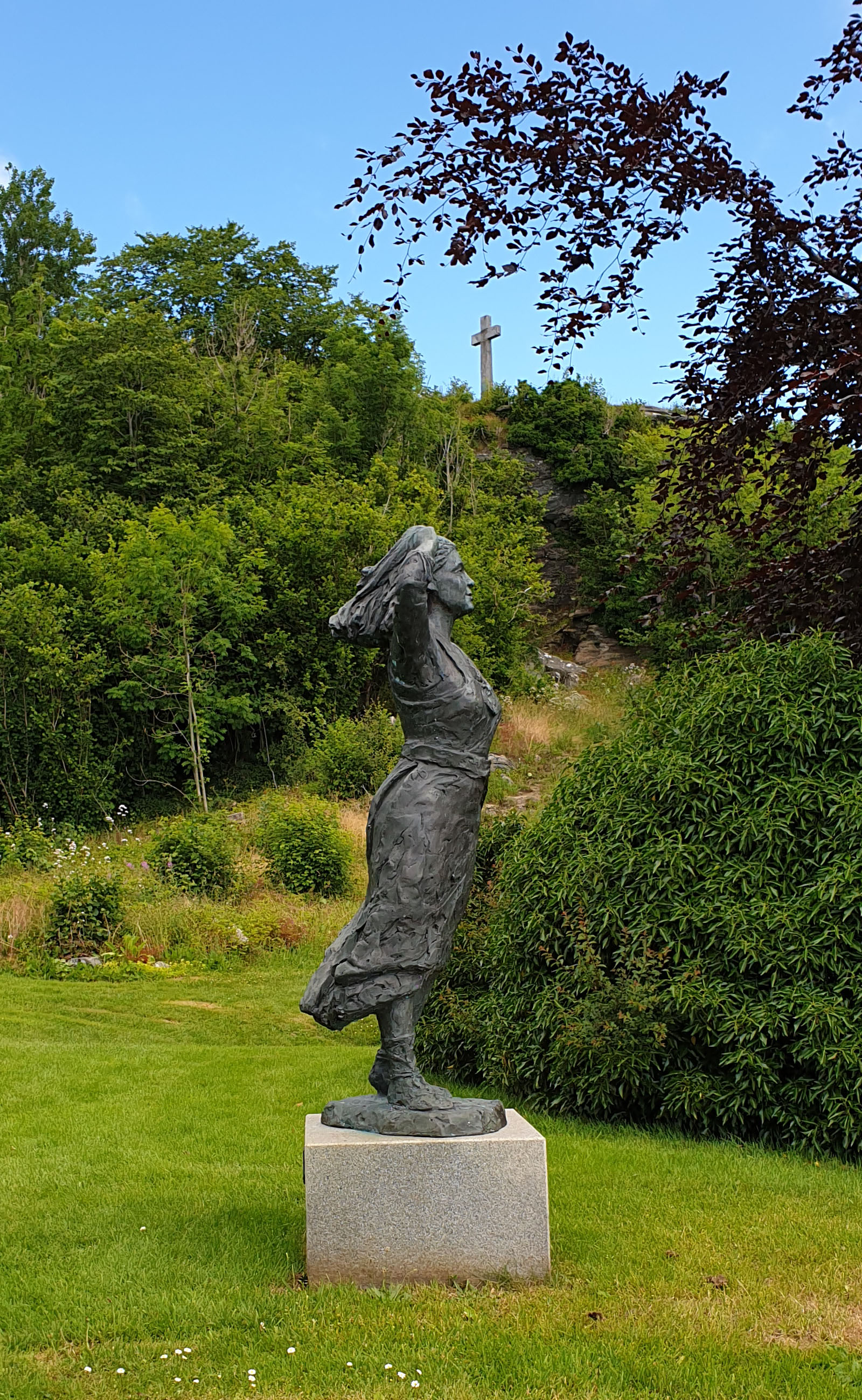
Памятник Торе на острове Мостер

Тора Жердинка (др.-сканд. Þóra Morstrstǫng), также известная как Тора Мостерстонг и Тора Мостафф, была матерью короля Норвегии Хакона Доброго.

## Биографические сведения
Тора была наложницей Харальда Прекрасноволосого и матерью Хакона Доброго, младшего сына Харальда и третьего короля Норвегии. Тора была с острова Мостер. Хакон родился, когда Харальду было уже около семидесяти. Источники называют Тору служанкой или рабыней (ambátt) короля, но согласно саге Снорри Стурлусона о Харальде, она происходила из влиятельного рода Хёрда-Кари (др.-сканд. Hǫrða-Kára). Происхождение Торы до сих пор остаётся предметом споров, однако историки склоняются к тому, что версия Снорри о её знатности является правдивой. В сагах Тора описана как красивая и статная женщина; детство Хакон провёл со своей матерью в королевской резиденции на Мостере.

## В «Саге о Харальде Прекрасноволосом»
Снорри Стурлусон в саге о Харальде сообщает о Торе следующее:
Когда Харальду было почти семьдесят лет, ему родила сына женщина, которую звали Тора Жердинка с Морстра, потому что она была родом с острова Морстр. У неё была хорошая родня, она была в родстве с Хёрда Кари. Она была красавица на редкость. Ее называли рабыней конунга. Многие, и мужчины и женщины, были тогда обязаны службой конунгу, хотя и происходили из хорошего рода. Тогда было в обычае у знатных людей тщательно выбирать тех, кто должен окропить водой ребенка или дать ему имя. И вот, когда Торе подошла пора рожать, она захотела поехать к Харальду конунгу. Он был тогда на севере в Сэхейме, а она была в Морстре. Она отправилась на север на корабле Сигурда ярла. Однажды ночью они стояли у берега, и тут Тора родила ребенка на скале у конца сходен. Это был мальчик. Сигурд ярл окропил мальчика водой и назвал его Хаконом по своему отцу Хакону, хладирскому ярлу. Мальчик скоро стал красивым и статным и очень похожим на отца. Харальд конунг позволил мальчику остаться при матери, и они с матерью жили в поместьях конунга, пока мальчик не вырос.

## Память
На острове Мостер Торе воздвигнут памятник работы скульптора Арне Меланда. С 2009 года присуждается ежегодная премия имени Торы Мостертонг для выдающихся женщин: её лауреатами становились кронпринцесса Метте-Марит и писательница Мария Парр.